# Signaltaste
Eine Signaltaste ist ein Bedienungselement an telefonischen Endgeräten wie Telefon oder Telefax zur Steuerung vermittlungstechnischer Sonderfunktionen wie Rückfragen, Makeln oder Dreierkonferenz. Die Signaltasten werden nach ihrer jeweiligen Ursprungsfunktion benannt, haben aber gewöhnlich mehrere Verwendungszwecke, je nachdem in welcher Reihenfolge und Kombination sie bedient werden:
- Erdtaste; zur Steuerung in alten analogen Telefonanlagen (verbindet beim Betätigen die a-Ader mit Erde)
- Flash-Taste; zur Steuerung in Telefonanlagen (unterbricht beim Betätigen a- und b-Ader für 80 ms)
- Hook-Flash-Taste; zur Steuerung in öffentlichen Telefonnetzen (wie Flash-Taste, jedoch mit längerer Unterbrechungszeit, 250 ms)
- R-Taste (Rückfragetaste) ist die allgemein übliche Bezeichnung für eine Signaltaste mit den zuvor genannten Techniken